# Мяндаш
Мя́ндаш (Мяндаш-парнь («Мяндаш-парень»), Мяндаш-пырре («Мяндаш-благо»)) — чудесный олень-оборотень в саамской мифологии, тотем — родоначальник саамов.
В некоторых мифах Мяндаш — сын нойды (шаманки) Коддь-акки («дикарьей старухи»), зачавшей Мяндаша в образе важенки от дикого оленя. Коддь-акка обернулась женщиной, но ребёнок родился оленем; узнав, кто его отец, Мяндаш уходит в тундру. С появлением Мяндаша среди диких оленей человек получил возможность охотиться на них. Другой вариант мифа: Мяндаш — сын Мяндаш-девы, важенки, способной, как и он, превращаться в человека.
Мяндаш ведёт образ жизни человека, охотится, заготавливает дрова и так далее. Вежа Мяндаша построена из оленьих костей и шкур, в веже Мяндаш — человек, вне вежи — олень. Мяндаш просит мать сосватать невесту из человеческого рода: из трёх невест-сестёр лишь младшая не нарушает запретов Мяндаш-девы, заклинаниями высушивает Мяндаш-йог, кровавую реку из внутренностей оленей, отделяющую людей от жилища Мяндаша, ласково обращается с оленями и становится женой Мяндаша. У них рождаются дети, но когда младший сын мочит постель из оленьих шкур (нарушение охотничьего табу), Мяндаш уходит из вежи в тундру с другими оленями. Жена его в облике важенки следует за ним. По другим вариантам, в оленей превращаются дети Мяндаша, жена его сохраняет человеческий облик и напутствует детей, чтобы те не давали убивать себя плохим людям. Сама она вновь вышла замуж за человека, но жила впроголодь. Мяндаш, сжалившись над людьми, явился жене во сне и обещал ей, что её муж сможет подстрелить Мяндаша (ср. одно из названий Мяндаша — Мяндаш-аннтуг, «дающийся»). С тех пор охота для людей стала удачливой.
Мяндаш научил людей искусству охоты, дал им лук, запретил истреблять важенок. В саамском мифе на златорогого оленя-Мяндаша охотится громовник Айеке-Тиермес; когда в оленя попадёт первая стрела, горы извергнут огонь, реки потекут вспять, иссякнут источники. Когда вторая стрела вопьётся Мяндашу в лоб, огонь охватит землю, лёд закипит. Когда же собаки Тиермеса схватят оленя и бог вонзит в его сердце нож, звёзды падут с небес, утонет солнце, потухнет луна, на земле останется прах.